# 제이비어 새뮤얼
제이비어 새뮤얼(Xavier Samuel 1983년 12월 10일 ~ )은 오스트레일리아의 배우이다.

## 출연 작품

### 영화
- 2:37 (2006)
- 9월 (2007)
- 사랑스런 그대 (2009, The Loved Ones)
- 이클립스 (2010)
- 위대한 비밀 (2011)
- 마지막 파티 (2011)
- 베이트 (2012)
- 투 마더스 (2013)
- 드리프트 (2013)
- 퓨리 (2014)
- 레이디 수잔 (2016)
- 미스터 처치 (2016)
- 시간을 거꾸로 사는 오토 블룸의 삶과 죽음 (2016)
- 엘비스 (2022)
- 블론드 (2022)

### 연극
- 갈매기 (2014)